# Хајландс (Северна Каролина)
Хајландс (енгл. Highlands) град је у америчкој савезној држави Северна Каролина.

## Демографија
По попису из 2010. године број становника је 924, што је 15 (1,7%) становника више него 2000. године.
| Група             | 2000.       | 2010.       |
| Белци             | 876 (96,4%) | 847 (91,7%) |
| Афроамериканци    | 0 (0,0%)    | 0 (0,0%)    |
| Азијати           | 1 (0,1%)    | 6 (0,6%)    |
| Хиспаноамериканци | 27 (3,0%)   | 53 (5,7%)   |
| Укупно            | 909         | 924         |